# Sozialversicherungserstattung
Die Sozialversicherungserstattung (häufig nur als Negativsteuer oder abgekürzt SV-Rückerstattung bezeichnet) ist eine Form der negativen Einkommensteuer im österreichischen Einkommensteuerrecht.
Arbeitnehmer, die keine Einkommensteuer, aber dennoch Sozialversicherungsbeiträge bezahlen, erhalten 55 % der gezahlten Sozialversicherungsbeiträge, maximal jedoch 1.277 Euro pro Jahr, als Negativsteuer zurück. Von dieser Regelung profitieren hauptsächlich Arbeitnehmer in Teilzeit und Personen in Ausbildung, insbesondere Lehrlinge und Praktikanten, sowie geringfügig Beschäftigte, die einen Sozialversicherungsbeitrag einzahlen. Auch Pensionisten/-innen erhalten die Sozialversicherungserstattung, jedoch mit einer niedrigeren Deckelung.
Steht jemandem ein Pendlerpauschale zu, erhöht sich die Rückerstattung auf maximal 1.398 Euro pro Jahr. Dieser Zuschlag wird als Pendlerzuschlag bezeichnet.
Geltend gemacht wird die Sozialversicherungserstattung in der Arbeitnehmerveranlagung, anschließend wird sie vom Finanzamt ausbezahlt. Seit Juli 2017 passiert das großteils automatisch, sofern dem Finanzamt die notwendigen Daten bereits bekannt sind.
Im Rahmen der Steuerreform 2016 wurde die Sozialversicherungserstattung vereinfacht und erhöht. 2020 wurde sie von 400/500 Euro auf 800/900 Euro angehoben. 2023 betrug die Maximalhöhe 1.105/1.250 Euro. Seit 2025 beträgt sie 1.277 bzw. 1.398 Euro.
Pensionisten/-innen, deren Pensionshöhe unter der Steuergrenze liegt, erhalten einen Anteil der gezahlten Sozialversicherungsbeiträge rückerstattet. Seit 2023 werden 80 % der gezahlten SV-Beiträge erstattet, maximal jedoch 710 Euro (Stand 2025). 

## Beispielrechnung Arbeitnehmer/-innen
Ein Arbeitnehmer erhält im Jahr 2025 1.100 Euro Bruttolohn monatlich und zusätzlich 1.100 Euro Urlaubszuschuss sowie 1.100 Euro Weihnachtsgeld. Davon gehen 15,12 % bzw. 14,12 % SV-Beiträge ab, insgesamt 2306,48 Euro. 55 % des Betrages sind erstattungsfähig, also 1.268,56 Euro. Die Rückerstattung wird vollständig gezahlt, da sie unter der Deckelung von 1.277 Euro liegt.

## Beispielrechnung Pensionisten/-innen
Ein Pensionist erhält 2025 1.100 Euro monatliche Bruttopension, außerdem zwei Pensionssonderzahlungen in derselben Höhe. Davon sind 6 % an Beiträgen für die Krankenversicherung zu entrichten, insgesamt 924 Euro. Hiervon sind 80 % erstattungsfähig, also 739,20 Euro. Aufgrund der Deckelung auf 710 Euro erhält er jedoch nur diesen Betrag.